# Józef Młynarczyk
Józef Młynarczyk (* 20. September 1953 in Nowa Sól) ist ein ehemaliger polnischer Fußballtorhüter der polnischen Nationalmannschaft.
Seine Fußballkarriere begann er in Mannschaften von Nowa Sól: Astra und Polonia (Dozamet), bis 1974. In den Jahren von 1974 bis 1977 spielte er für BKS Stal Bielsko-Biała, wo seine langjährige Zusammenarbeit mit Trainer Antoni Piechniczek begann. Mit seiner Hilfe wechselte Młynarczyk in die 1. Liga und spielte für die Mannschaft von Odra Opole. Am 18. Februar 1979 debütierte er für die Nationalmannschaft unter Trainer Ryszard Kulesza im Spiel gegen Tunesien.
1980 wechselte er zu Widzew Łódź, wo er mit seiner Mannschaft 1981 und 1982 polnischer Meister wurde. 1983 erreichte er mit Widzew sogar das Halbfinale im Europapokal der Landesmeister.
In der Nationalmannschaft war er zuerst Ersatztorhüter hinter Zygmunt Kukla und Piotr Mowlik. Erster Torwart wurde er erst, als Antoni Piechniczek die Funktion des Trainers übernahm. Młynarczyk nahm an der Fußball-Weltmeisterschaft 1982 in Spanien, wo Polen Dritter wurde, und an der Weltmeisterschaft 1986 in Mexiko, wo Polen in der Zwischenrunde gegen Brasilien ausschied, teil. Nach der WM beendete er seine Karriere in der Nationalmannschaft von Polen. Insgesamt wurde er in 42 Spielen der Nationalmannschaft eingesetzt, darunter 9 als Kapitän.
1984 wechselte er von Widzew Łódź nach Frankreich zu SC Bastia. In der Mitte der Saison 1985/86, die Bastia als abgeschlagener Tabellenletzter beendete, wechselte er zum portugiesischen Klub FC Porto, wo er die größten Erfolge in seiner Karriere erreichen sollte. 1986 und 1988 wurde er portugiesischer Meister, 1988 Pokalsieger und 1987 – als zweiter Pole nach Zbigniew Boniek, der die Titel 1985 mit Juventus gewann – Europapokalsieger der Landesmeister durch einen 2:1-Sieg über den FC Bayern in Wien und in Tokio durch einen 2:1-Erfolg nach Verlängerung gegen CA Peñarol Weltpokalsieger.
Józef Młynarczyk beendete seine Fußballkarriere 1989. Seitdem arbeitete er als Trainer, u. a. als Torwarttrainer bei FC Porto, Trainerassistent der polnischen Nationalmannschaft bei Andrzej Strejlau und Jerzy Engel, in den Vereinigten Arabischen Emiraten bei Antoni Piechniczek sowie in der polnischen Vereinsmannschaft Wisła Płock, bei Widzew Łódź und zuletzt bei Lech Poznań. Zurzeit führt er ein eigenes Fuhrunternehmen in Łódź.

## Erfolge
- Polnischer Meister 1980/81, 1981/82
- Portugiesischer Meister: 1985/86, 1987/88
- Portugiesischer Pokalsieger:  1987/88
- Portugiesischer Supercupsieger: 1986
- Europapokalsieger der Landesmeister: 1986/87
- Weltpokalsieger: 1987
- UEFA-Super-Cup-Sieger: 1987
- WM-Dritter: 1982
- WM-Teilnahme: 1982, 1986
- Polens Fußballer des Jahres: 1983